# Leopardstown
Leopardstown (en irlandais, Baile na Lobhar, ville des lépreux) est une localité du comté de Dun Laoghaire-Rathdown, en Irlande.

## Géographie
Leopardstown est une banlieue résidentielle, au pied des Wicklow Mountains (Dublin Mountains), à l'est du grand Dublin. 
Elle est coupée en deux par la M50 motorway et touche aux localités de Sandyford, Stepaside, Ballyogan, Foxrock et Stillorgan.

## Toponymie
Leopardstown vient de Baile na Lobhar qui signifie ville des lépreux. Au Moyen Âge, les lépreux étaient regroupés à l'extérieur des villes pour éviter les épidémies. La lèpre était répandue à Dublin à l'époque médiévale. Au XIVe siècle, une léproserie est construite près de St Stephen's Green. 
L'établissement est ensuite déplacé au-delà des Dublin mountains. L'endroit a été alors nommé Leopardstown.

## Sports
Leopardstown Racecourse, le deuxième hippodrome d'Irlande [citation nécessaire] après celui du Curragh, et Kilmacud Crokes, terrain de hurling à Silverpark, sont situés à Leopardstown.

## Transports
Leopardstown est desservi par Luas Green Line avec arrêts à Central Park, Glencairn, The Gallops, Leopardstown Valley et Ballyogan Wood.
Les lignes 44, 47, 63, 114 et 118 de Dublin Bus desservent Leopardstown.
La ligne 700, d'Aircoach, relie Leopardstown à Dublin Airport.

## Culture
Leopardstown est mentionnée dans le long métrage Spy Kids, sur un panneau routier pour  Baile an Liopaird , vu à l'extérieur de la boutique de Machete.
La chanson de Bob Geldof, " The House At The Top Of The World", contient les paroles : 
| paroles originales Soon I'd come to the Leopardstown dual carriageway ... I don't remember a town being there and I never saw no leopards. | traduction Bientôt, j'arriverais sur la route à deux voies de Leopardstown ... Je ne me souviens pas d'avoir vu une ville ici et je n'y ai jamais vu de léopards. |

## Lieux et monuments
Glencairn House,  résidence de l'ambassadeur d'Angleterre en Irlande, Leopardstown Park Hospital et Burton Hall, maison d'enfance de l'actrice hollywoodienne Kathleen Ryan, sont situés dans l'agglomération.